# 17 Canum Venaticorum
17 Canum Venaticorum är en pulserande variabel av Gamma Doradus-typ (GDOR) i stjärnbilden Jakthundarna. 
Stjärnan har visuell magnitud +5,91 och varierar i amplitud med 0,008 magnituder med en period av 0,69004 dygn eller 16,561 timmar.